# فرچون (مجله)
فورچون (به انگلیسی: Fortune) یک مجلهٔ معتبر تجاری آمریکایی است که در سال ۱۹۳۰ توسط هنری لیوس بنا نهاده شد. این مجله در رده مجلات تجاری است و با مجلاتی از جمله فوربز و بلومبرگ بیزینس‌ویک رقابت می‌کند و بیشتر برای انتشار رتبه‌بندی سالانهٔ ثروتمندان جهان و کمپانی‌های مختلف بر پایه درآمدشان معروف است. این مجله به‌طور مرتب لیست‌های رتبه‌بندی شده و از جمله ۵۰۰ ثروتمند را منتشر می‌کند، همچنین رتبه‌بندی شرکت‌ها بر اساس درآمد که از سال  ۱۹۵۵هر سال منتشر می‌کند.